# Jaszkowa Dolna
Jaszkowa Dolna is een plaats in het Poolse district  Kłodzki, woiwodschap Neder-Silezië. De plaats maakt deel uit van de gemeente Kłodzko en telt 1400 inwoners.